# 奧爾森島
奧爾森島（英語：Olson Island），是南極洲的島嶼，位於愛德華七世地，處於蘇茲貝格灣南部，屬於懷特群島的一部分，美國地質調查局根據測量和美國海軍拍攝的空中照片繪入地圖，現時由南極條約體系管理。